# Irydyonia filicis
Irydyonia filicis — вид грибів, що належить до монотипового роду  Irydyonia.